# Carport

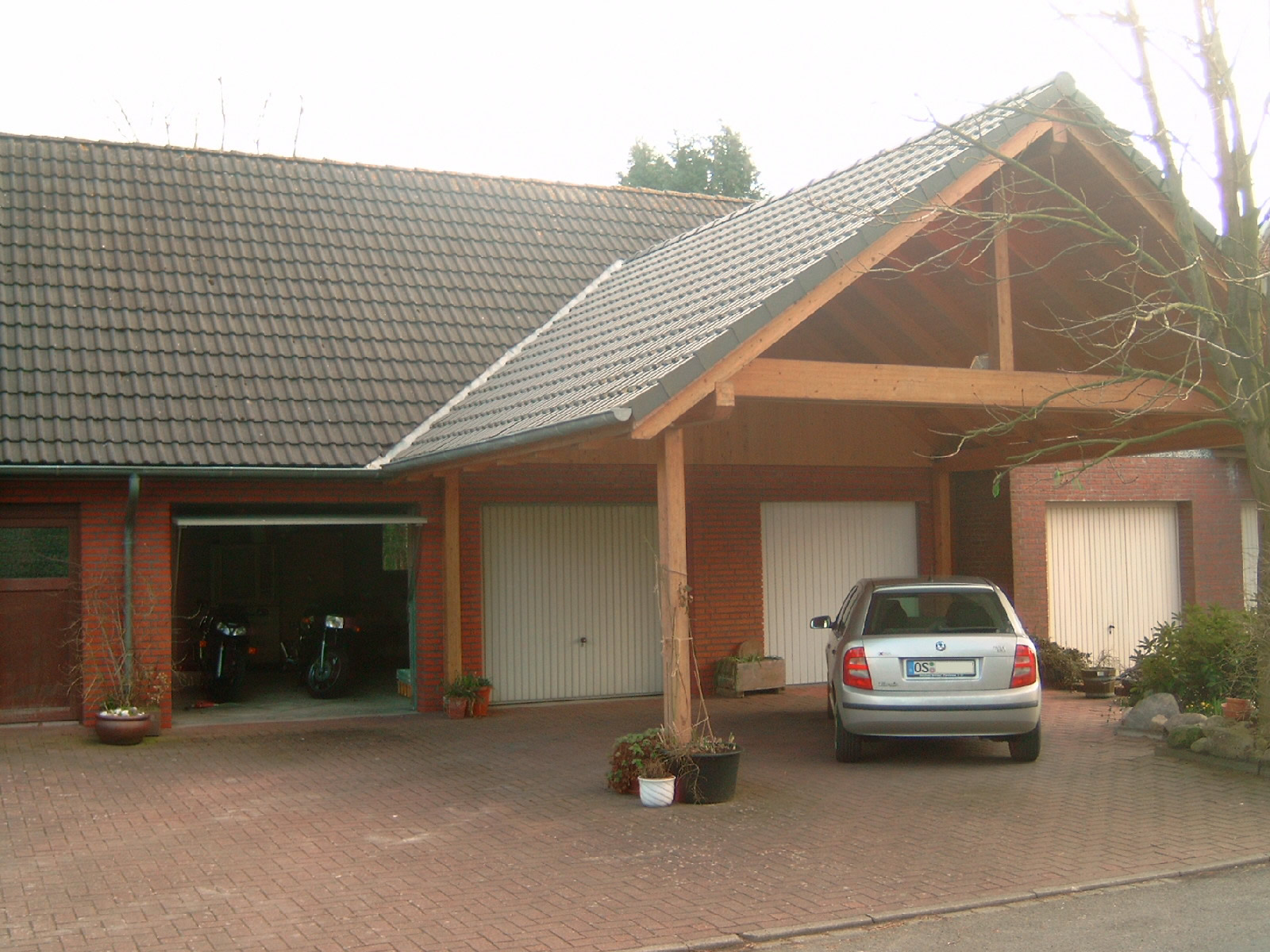
Carport na frente de garagens

O carport solar ou estacionamento solar é uma estrutura coberta que combina abrigo para veículos com geração de energia elétrica por meio de painéis solares fotovoltaicos. Ao contrário das garagens tradicionais, o carport é projetado especificamente para otimizar a captação de energia solar.
Muito utilizado em estacionamentos de empresas, condomínios e residências, o carport solar também pode incluir estações de recarga para veículos elétricos. Ele se destaca por aproveitar espaços ociosos, oferecer proteção contra sol e chuva e contribuir com a sustentabilidade.

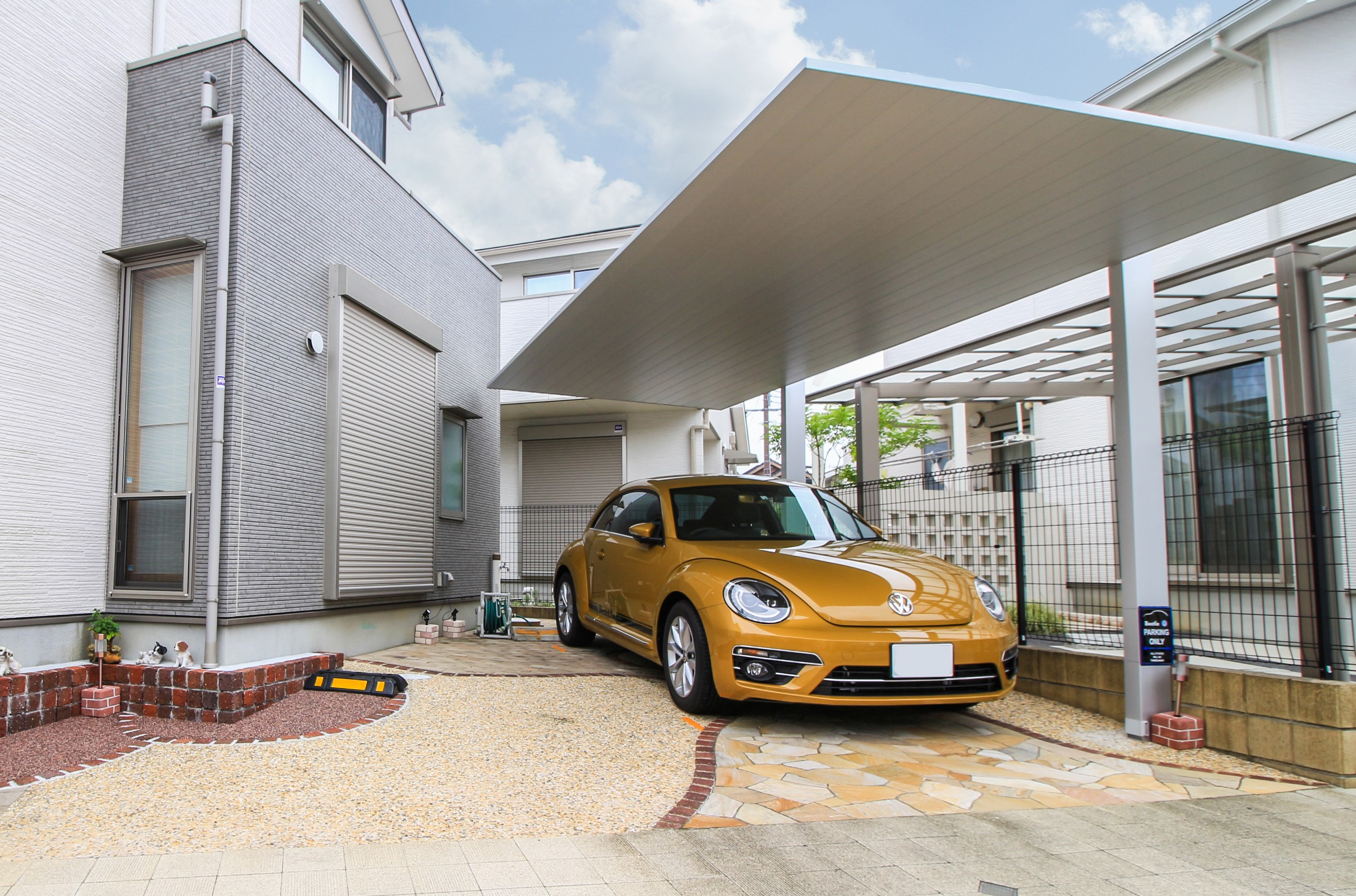
Carport no Japão

O termo carport vem do termo francês porte-cochère, que se refere a uma entrada coberta. O renomado arquiteto Frank Lloyd Wright cunhou o termo quando usou uma garagem no primeiro de seus projetos de casas "usonianas": a casa de Herbert Jacobs, construída em 1936 em Madison, Wisconsin.